# 치카소족
치카소 족(영어: Chickasaw)은 미국 인디언 부족 중의 하나이다. 그들의 구전 역사에 의하면, 부족은 원래 미시시피강 서쪽에 살고 있었지만, 유럽인과의 첫 접촉 이전에 동쪽으로 이동하여 미시시피 강 동쪽에 거주했다. 치카소는 최초의 유럽인과 접촉부터 현재 많은 이들이 살고 있는 오클라호마로 강제 이주 당할 때까지, 미시시피주 북동부에 살고 있었다는 것을 모든 역사의 기록이 가리키고 있다. 그들은 치카소 어와 매우 유사한 언어를 가지고 있으며, 촉토 족과 관련이 있어서, 양자 모두 마스코기 어족의 서부 그룹을 형성하고 있다. "치카소"라는 영어 철자는 Chikasha (IPA: [tʃikaʃːa])에서 "반란" 또는 "찌쿠사 (Chicsa)에서 왔다"는 것을 의미한다. 치카소는 "Impsaktea"와 "Intcutwalipa" 두 집단으로 나뉜다. 치카소는 인디언 이주의 시대에 인디언 준주로 강제 이주한 "문명화된 다섯 부족" 중 하나이다. 치카소 민족은 미국에서 13번째로 큰 연방 승인 부족이다.

## 역사
치카소의 근원은 미심쩍다. 유럽인들이 처음으로 그들을 만났을 때, 치카소는 현재 미시시피와 사우스캐롤라이나주에 살고 있었다. 아마도 이전 역사 시대의 미시시피 문화의 후예인 인디언이 아닌가 추측되고 있다. 그들의 구전 역사는 이를 뒷받침하며, 그들이 선사시대에 미시시피 서쪽에서 촉토 부족과 함께 이주한 것을 보여주고 있다.
유럽인과 치카소와의 최초의 접촉은 1540년 스페인 탐험가 에르난도 데 소토가 치카소를 만나서 현재 미시시피 투페로 가까운 그들의 부족 중 하나에 머물렀다. 그 후 다양한 충돌이 있었고 치카소는 데 소토의 원정대를 밤에 습격하여 거의 괴멸시켜 스페인 사람을 퇴거시켰다.
1670년 캐롤라이나 식민지가 개발된 후 치카소는 영국과 교역을 시작했다. 영국에서 가져온 총으로 치카소는 그들의 적인 촉토 부족을 덮쳐 촉토 족을 잡아 노예로 팔았다. 이 관습은 촉토족이 프랑스에서 총을 가져와 무장을 했을 때 그쳤다. 18 세기 치카소는 7년 전쟁 후에 프랑스 지역의 영유권 주장을 포기하기 까지, 1736년 5월 26일 아키아 전투처럼 프랑스와 촉토 족은 종종 충돌을 거듭했다.
부족의 대부분은 1830년대에 인디언 준주(현재 오클라호마주 아다를 본부로 함)로 이주당했다. 사우스캐롤라이나에 있던 치카소의 무리는 체로크로와 치카소로 알려졌고, 연방 정부가 승인한 부족 정부가 있으며, 2005년 여름에는 국가에서 공식적인 승인을 획득하여, 부족 본부를 캐롤라이나 인디언 타운에 두었다.
남북전쟁 동안 치카소국은 남부와 동맹을 맺어서 합중국에 항복한 마지막 연합국의 사회였다. 치카소국 정부(1855년 ~ 1907년)는 오클라호마 티쇼민고에 있었다. 세 번째 정부 청사는 치카소국에 다시 반환을 요구하는 최근까지 존스턴 카운티 카운티 청사로 사용되고 있었다. 현재 건물은 빅토리아 고딕 스타일 빨간 화강암으로 건설되었고, 티쇼민고에 위치하고 있다.

## 문화
파쇼파(Pashofa)는 돼지고기와 함께 삶은 흰 옥수수로 지금도 주요리로 먹는 음식이다. 돼지는 미국 대륙 고유종은 아니지만, 데 소토 탐험대가 방생하여 야생화되었다.
오비온(Obion)은 치카소 인디언의 이름으로, 많은 갈래가 있는 강을 의미한다.
접미어의 -mingo(치카소어 :minko)는 족장을 특정하는데 사용된다. 예를 들면 티쇼민고는 유명한 치카소의 추장의 이름이다. 미시시피주 티쇼민고 시, 미시시피주 티쇼민고 카운티는 오클라호마주 테이쇼민고의 마을과 같이 그를 기념하여 이름이 붙여졌다. 사우스캐롤라이나의 블랙 민고 크리크는 수렵의 보호 지역으로서 그 주위의 땅을 지배하고 있던 식민지의 치카소 추장을 기념하여 이름이 붙여졌다. 가끔 minko라고 표기되는데 이것은 일반적으로, 오래된 문학 작품의 인용에 나타난다.